# Леска

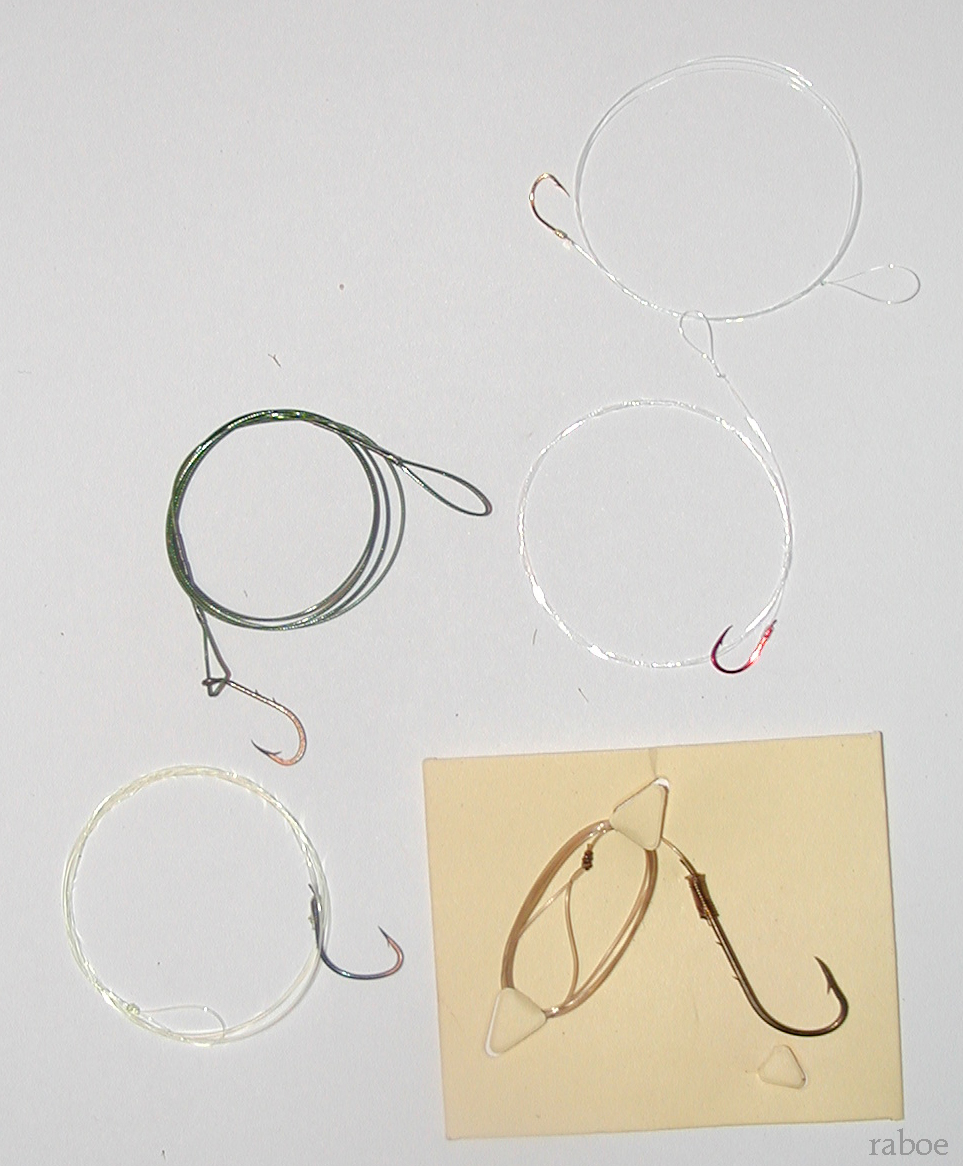
Леска с привязанными крючками

Ле́ска (диал. вят. леседь, твер. лесета, лесетка, ле́ска, леса́) — любой шнур (нить), предназначенный для ловли рыбы. Служит основой для рыболовных снастей, соединяя все части оснастки в единую снасть. Позволяет забрасывать в водоём снасть с приманкой, подсекать и вываживать рыбу. Различают монофильные лески и многоволоконные (чаще называемые «плетёными»).
Основные требования к леске — прочность на разрыв, эластичность (возможность связывать узлами), незаметность (малая толщина или маскировочная раскраска), стойкость к физическим и химическим воздействиям (температура, ультрафиолетовое излучение), сопротивление трению. Международные стандарты на рыболовную леску разрабатываются международной ассоциацией рыболовного спорта (International Game Fishing Association — IGFA).

## Материалы
Традиционно на протяжении тысячелетий лески изготавливались вручную из конского волоса, шёлка и значительно реже из хлопка или льна. При их изготовлении иногда применялись гидроизолирующие пропитки. Примерно с 1850-х годов появились машины для вязки лесок в промышленных масштабах.
Современные лески изготавливаются из полиамидных материалов, основными из которых являются: нейлон, капрон, а также полиэтилен, флюорокарбон.

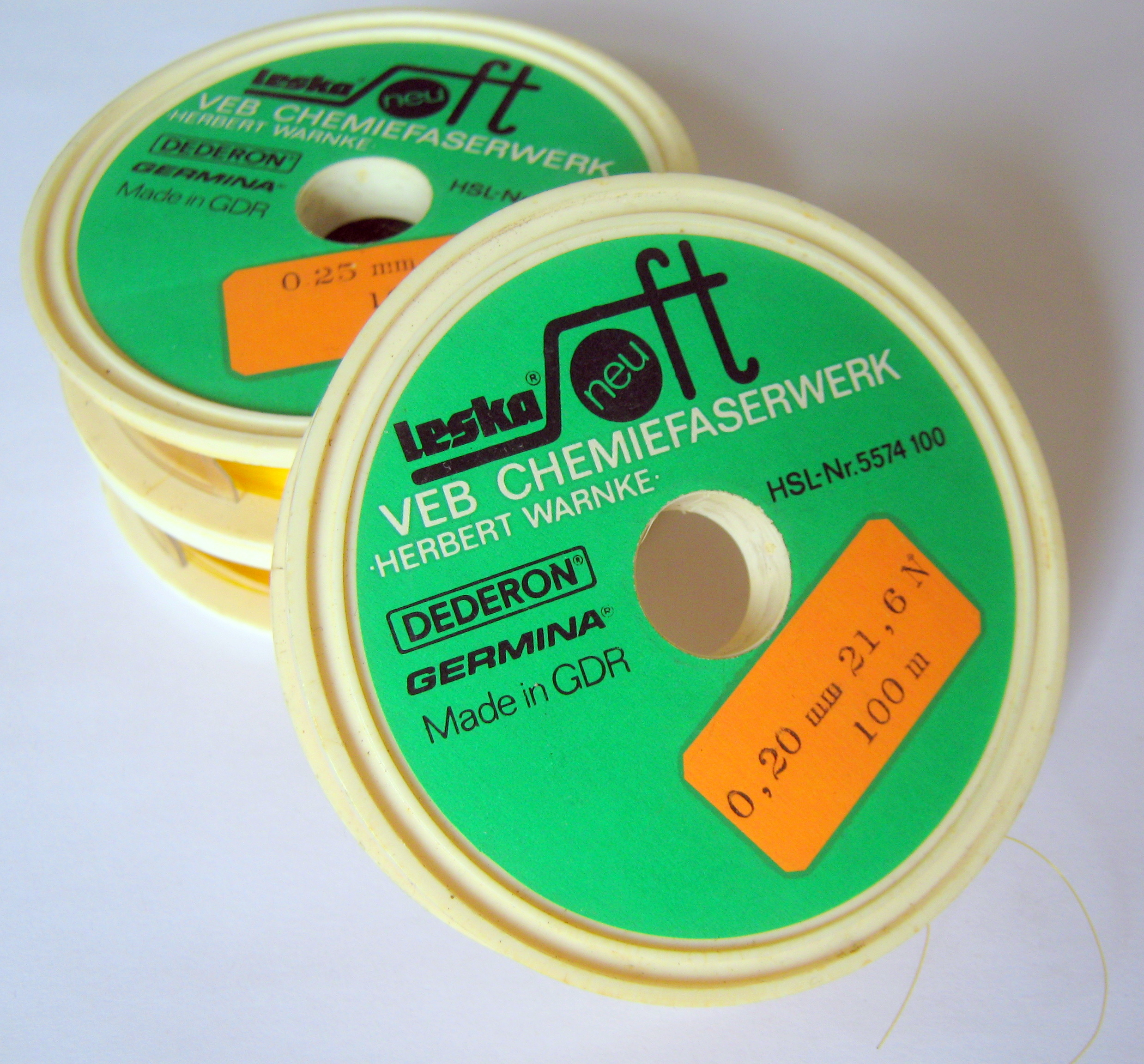
Леска с торговой маркой Leska, производившаяся на химкомбинате в Губене (ГДР)

### Нейлон
Нейлон изобретён в 1937 году лабораторией компании DuPont (США). Стал первым и самым массовым искусственным материалом для изготовления рыболовных лесок. Коэффициент преломления света нейлона — 1,52 (вода — 1,3).

### Капрон
Капрон или нейлон-6 (Nylon 6) разработан в 1952 году в компании IG Farben (Interessen-Gemeinschaft Farbenindustrie AG, Германия), чтобы воспроизвести свойства нейлона-66 (Nylon-66), не нарушая патента DuPont на его производство. Капроновые лески подвержены старению под действием нагрузок, воды и ультрафиолетового излучения. Срок службы капроновых лесок не превышает двух-трёх лет.

### Полиэтилен
Полиэтилены сверхвысокой молекулярной массы используются для производства многоволоконных лесок, отличающихся высокой прочностью и низкой растяжимостью. Первые разработки данного материала были осуществлены в 60-х годах XX века в голландской компании DSM доктором Пеннингсом.
Первым искусственным материалом для изготовления плетёных лесок был дакрон. В последующем полиэфиры вытеснил более совершенный кевлар. C начала 90-х годов появились лески из тончайших полиэтиленовых волокон, лишённые недостатков кевлара. В Европе новый материал стал известен под торговой маркой Дайнима (DYNEEMA), а в Америке — Спектра (SPECTRA). Все так называемые «плетёные» лески изготавливаются из одних и тех же волокон, отличия заключаются в способе их соединения (плетения) и в применяемых защитных пропитках.

### Флюорокарбон
Флюорокарбон (Fluorocarbon) — был изобретён и запатентован инженерами японской компании Куреха в 1969 году для нужд нефтяной промышленности. Флюорокарбон — прямая транслитерация английского термина Fluorcarbon, что на самом деле означает фторированный органический полимер. В СССР это вещество производилось под названием фторопласт-2. Обладает чрезвычайно высокой устойчивостью к воздействию агрессивных сред, как химических, так и физических. Флюорокарбоновые (PVDF — поливинилиденфторид) лески не меняют своих свойств при изменении температур ловли (рабочая температура от −40°C до +160°C), практически не подвержены старению под действием ультрафиолета, то есть не требуют замены при хранении, не смачиваются и не набухают в воде, стойки к истиранию. Флюорокарбон на 50% тяжелее обычных лесок и на 78% тяжелее воды. Поэтому тонет в 2,5 раза быстрее нейлона, что особенно важно при поплавочной и нахлыстовой ловле.
Флюорокарбоновая леска обычно значительно более жёсткая, чем нейлоновая, что может быть как плюсом, так и минусом в зависимости от условий ловли. Часто флюорокарбоновые (PVDF) лески имеют меньшую прочность на разрыв, чем нейлоновые при одинаковой толщине. Процесс производства флююрокарбона сложней производства нейлона, что находит своё отражение в цене. PVDF лески дороже нейлоновых. В силу последнего обстоятельства выпускаются нейлоновые лески с покрытием из флюорокарбона. В этом случае на катушках имеется обозначение Fluorocarbon coated («покрытые флюорокарбоном»).
Коэффициент преломления флюорокарбона — 1,42 (вода — 1,33). Таким образом, флюорокарбоновые лески гораздо менее заметны в воде, чем нейлоновые.
| Материал            | Стойкость к УФ-излучению | Стойкость к набуханию в воде | Абразивная стойкость | Растяжимость |
| ------------------- | ------------------------ | ---------------------------- | -------------------- | ------------ |
| Нейлон              | низкая                   | средняя                      | средняя              | высокая      |
| Полиэтилен          | высокая                  | низкая                       | низкая               | низкая       |
| Поливинилиденфторид | высокая                  | высокая                      | высокая              | умеренная    |

## Производители
Несмотря на множество торговых марок, под которыми продаётся рыболовная леска, круг производителей достаточно ограничен. Большинство же крупных фирм, предлагающих качественную леску, всего лишь разматывают, либо непосредственно заказывают производителю и предлагают в дальнейшем покупателям под своим брендом. Производством рыболовных лесок занимаются в основном компании США и Японии.
| Производитель              | Расположение | Торговая марка                               | Материал                             |
| -------------------------- | ------------ | -------------------------------------------- | ------------------------------------ |
| Kureha Chemical Industries | Япония       | «Riverge», «Seaguar»                         | PVDF (Флюорокарбон)                  |
| Yotsuami                   | Япония       | «Giga», «Nitron»                             | Нейлон, PVDF (Флюорокарбон)          |
| Morris                     | Япония       | «Varivas», «Avani»                           | Нейлон, DYNEEMA                      |
| Sanyo                      | Япония       | «GT-R», «Super Cast PE»                      | Нейлон, PVDF (Флюорокарбон), DYNEEMA |
| Duel (Yo-Zuri)             | Япония       | «Fuzz», «X-TeX»                              | Нейлон, PVDF (Флюорокарбон)          |
| Toray                      | Япония       | «Solaroam», «Bawo», «Super Hard», «Sea Bass» | Нейлон, PVDF (Флюорокарбон), DYNEEMA |
| Sunline                    | Япония       | «Machingun», «FC», «Shooter», «PE»           | Нейлон, PVDF (Флюорокарбон), DYNEEMA |
| 3M Company                 | США          | «Scientific Anglers»                         | PVDF (Флюорокарбон)                  |
| DuPont                     | США          |                                              | Нейлон, PVDF (Флюорокарбон)          |
| Bayer                      | Германия     |                                              | PVDF (Флюорокарбон)                  |
| AQUA                       | Россия       | «AQUALON», «PROFIX», «PE ULTRA», «NL ULTRA». | DYNEEMA, HMPE, UHMW PE               |
| Клинволокно                | Россия       | «Клинская леска»                             | Капрон                               |

## Узлы
Узел — немаловажный элемент оснастки любой рыболовной снасти. В общем случае прочность рыболовных лесок на узлах снижается примерно на 30—50%. В случае использования неподходящих узлов или их неверного завязывания прочность лески может снижаться до 80% от исходной. Исходя из этого, многими производителями лесок рекомендуются только определённые узлы.

Общее обязательное правило при завязывании узлов на леске — узел необходимо смачивать перед затягиванием. В противном случае материал разогревается от трения, и его прочность значительно уменьшается.

| Область применения                                    | Наименование узла  | Рекомендован     | Рекомендован для лески |
| ----------------------------------------------------- | ------------------ | ---------------- | ---------------------- |
| Сращивание поводка с основной леской                  | Seaguar            | Kureha (Seaguar) | PVDF                   |
| Сращивание поводка с основной леской                  | Двойной Гринер     | Kureha (Seaguar) | PVDF                   |
| Сращивание поводка с леской (при разнице в диаметрах) | Хирургический узел | Kureha (Seaguar) | PVDF                   |
| Привязывание лески к вертлюгу или приманке            | Улучшенный клинч   | Kureha (Seaguar) | PVDF                   |
| Концевые (незатягивающиеся) петли                     | Совершенная петля  |                  | любой                  |
| Привязывание приманок (Воблеров)                      | Рапала             | Rapala           | любой                  |
| Привязывание приманок (Воблеров)                      | Двойная петля      | Rapala           | любой                  |